# Kurt Richter
Kurt Paul Joseph Otto Richter ( nacido el 24 de noviembre de 1900 en Berlín, fallecido el 29 de diciembre de 1969 en Berlín) fue un ajedrecista alemán, Maestro Internacional, y escritor.

## Trayectoria como ajedrecista
En 1922, Richter logró su primer título en el Campeonato de Ajedrez de Berlín, título que repetiría en 1923. Repetiría en 1929 en el mismo Campeonato, empatado con Carl Ahues. En ese mismo año, ganó el Torneo de Wiesbaden.
En 1930, fue 4º-5º en el Torneo de Swinemünde. En ese mismo año, quedó 3º-5º en Praga. En 1931, perdió un enfrentamiento contra Gösta Stoltz (½: 1 ½) en Berlín. En el mismo año, fue 2º, por detrás de Ludwig Rellstab, en el Campeonato de Berlín.
Representó a Alemania en dos Olimpíadas Oficiales y en una no Oficial: en el cuarto tablero (+6 -3 = 3) en Hamburgo en 1930, el cuarto tablero (+7 -1 = 7) en Praga en 1931, primer tablero (8 -2 = 8) en Múnich en 1936. Ganó dos medallas de bronce por equipos (1930, 1936) y una medalla de bronce individual (1931).
En 1932, ganó en Hamburgo. En el mismo año, fue 1º-2º en Kiel. Asimismo, quedó 3º en Berlín. Además, quedó 4º en Swinemünde. En 1932/33, 1º-2º en Berlín. En 1933, fue 2º, por detrás de Yefim Bogoliubov, en Bad Aachen. Ese mismo año, fue 5º-6º en Swinemünde. Además, fue 4º-5 º en Bad Salzbrunn.
En 1934, quedó 2º, por detrás de Gideon Ståhlberg, en Bad Niendorf. En 1935, fue 1º-2º en Berlín. En el mismo año, quedó 2º en Swinemünde. Asimismo, en julio de 1935, ganó en Bad Aachen (3º Campeonato Nacional de Alemania). En septiembre de 1935, jugó en Sopot (enfrentamiento entre Alemania y Suecia). En 1936, ganó el Campeonato de Ajedrez de Berlín. En 1936, quedó 2º en Swinemünde. En el mismo año, fue 8º-9º en Poděbrady (con triunfo de Salo Flohr).
En 1937, fue 2º-3º en Berlín. En el mismo año, quedó 4º en Bad Elster. En ese mismo año, fue 1º-2º en Bad Saarow. En julio de 1937, quedó 2º, por detrás de Georg Kieninger, en Bad Oeynhausen (4º Campeonato Nacional de Alemania). Asimismo, fue 3º en Berlín (con victoria de Friedrich Sämisch).
En 1938, quedó 9º en Bad Harzburg (triunfo de Vasja Pirc). En el mismo año, ganó el Campeonato de Ajedrez de Berlín. Asimismo, fue 4º-5º en Berlín. En julio de 1938, quedó 5º-7º en Bad Oeynhausen (5º Campeonato Nacional de Alemania), con triunfo de Erich Eliskases. En mayo de 1939, quedó 2º, por detrás de Bogoliubov, en Stuttgart (1º Europa Turnier).
Durante la Segunda Guerra Mundial, Richter participó en varios torneos importantes. En junio de 1940, ganó en Berlín (BSG), y quedó 2º, por detrás de Bogoliubov, en Berlín. En agosto de 1940, fue 3º-4º en Bad Oeynhausen (7º Campeonato Nacional de Alemania). En noviembre de 1940, quedó 3º en Cracovia/ Krynica/Varsovia (1º Campeonato del Gobierno General). En 1941, fue 3º-4º en Berlín. En agosto de 1941, quedó 3º, por detrás de Paul Felix Schmidt y Klaus Junge, en Bad Oeynhausen (8º Campeonato Nacional de Alemania).
En septiembre de 1941, fue 5º-6º en Múnich (2º Europa Turnier), con triunfo para Stoltz. En septiembre de 1942, quedó 3º-5º en Múnich (1º Campeonato de Europa, Europameisterschaft, precursor del actual Campeonato de Europa Individual de ajedrez), con victoria de Alexander Alekhine.
Después de la Segunda Guerra Mundial, participó en diferentes Campeonatos de Berlín. Fue 1º-2º en 1948, quedó 3º-4º en 1949, 2º-3º en 1950, 2º en 1951, y 3º en 1952.
Recibió de la FIDE el título de Maestro Internacional en 1950.
Fue editor en Deutsche Schachblätter y Deutsche Schachzeitung, así como escritor de diferentes libros.

## Aportaciones teóricas en Ajedrez
|       |       |       |       |       |       |       |       |       |  |
|       | a8 rd | b8 __ | c8 bd | d8 qd | e8 kd | f8 bd | g8 __ | h8 rd |  |
| a7 pd | b7 pd | c7 __ | d7 __ | e7 pd | f7 pd | g7 pd | h7 pd |       |  |
| a6 __ | b6 __ | c6 nd | d6 pd | e6 __ | f6 nd | g6 __ | h6 __ |       |  |
| a5 __ | b5 __ | c5 __ | d5 __ | e5 __ | f5 __ | g5 bl | h5 __ |       |  |
| a4 __ | b4 __ | c4 __ | d4 nl | e4 pl | f4 __ | g4 __ | h4 __ |       |  |
| a3 __ | b3 __ | c3 nl | d3 __ | e3 __ | f3 __ | g3 __ | h3 __ |       |  |
| a2 pl | b2 pl | c2 pl | d2 __ | e2 __ | f2 pl | g2 pl | h2 pl |       |  |
| a1 rl | b1 __ | c1 __ | d1 ql | e1 kl | f1 bl | g1 __ | h1 rl |       |  |
|       |       |       |       |       |       |       |       |       |  |

|       |       |       |       |       |       |       |       |       |  |
|       | a8 rd | b8 nd | c8 bd | d8 qd | e8 kd | f8 bd | g8    | h8 rd |  |
| a7 pd | b7 pd | c7 pd | d7    | e7 pd | f7 pd | g7 pd | h7 pd |       |  |
| a6    | b6    | c6    | d6    | e6    | f6 nd | g6    | h6    |       |  |
| a5    | b5    | c5    | d5 pd | e5    | f5    | g5 bl | h5    |       |  |
| a4    | b4    | c4    | d4 pl | e4    | f4    | g4    | h4    |       |  |
| a3    | b3    | c3 nl | d3    | e3    | f3    | g3    | h3    |       |  |
| a2 pl | b2 pl | c2 pl | d2    | e2 pl | f2 pl | g2 pl | h2 pl |       |  |
| a1 rl | b1    | c1    | d1 ql | e1 kl | f1 bl | g1 nl | h1 rl |       |  |
|       |       |       |       |       |       |       |       |       |  |

- La variante Richter-Rauzer de la Defensa Siciliana (también conocido como el Ataque Richter-Rauzer ) se produce después de 1.e4 c5 2.Cf3 d6 3.d4 cxd4 4.Cxd4 Cf6 5.Cc3 Cc6 6.Ag5. La Variante Richter-Rauzer proviene de Kurt Richter y Vsevolod Rauzer.

- El Ataque Richter-Veresov (también conocida como Apertura Veresov) recibió su nombre en honor a Kurt Richter y Gavriil Veresov. Se produce con frecuencia después de 1.d4 d5 2.Cc3 Cf6 3.Ag5.

## Publicaciones
- Kurt Richter: Schach-Olympia München 1936 (I. & II.Teil - Bücherei d. Großdt. Schachbundes Band 6 & 7) Reprint, Olms Verlag, Zürich, 1997
- Kurt Richter: Kombinationen, 2. Auflage. Walter de Gruyter & Co, Berlín, 1940 (Erstauflage 1936)
- Kurt Richter: Die ersten Schritte. Walter de Gruyter & Co, Berlín, 1940
- Kurt Richter: Der Weg zum Matt. Walter de Gruyter & Co, Berlín, 1941
- Kurt Richter: Das Matt - Eine Plauderei über den Mattangriff im Schach (Sonderdruck für das Oberkommando der Wehrmacht Abteilung Inland) Berlín, 1942
- Kurt Richter / Jerzy Konikowski: Mein erstes Schachbuch, 12. Auflage 2003. Joachim Beyer Verlag, Hollfeld, ISBN 978-3-88805-245-3 (Erstauflage 1946)
- Kurt Richter: Der Schachpraktiker. (1946)
- Kurt Richter: Kurzgeschichten um Schachfiguren, 4. überarbeitete Auflage. Joachim Beyer Verlag, Hollfeld, 2010 ISBN 978-3-88805-495-2 (Erstauflage 1947)
- Kurt Richter: Die moderne Schachpartie - Theorie und Praxis der Eröffnungen Horizont Verlag, Berlín, 1948 (Der Vorläufer des "kleinen Bilguer")
- Kurt Richter: Schachmatt. (1950)
- Kurt Richter: Hohe Schule der Schachtaktik. (1952)
- Kurt Richter / Rudolf Teschner: Schacheröffnungen - Der Kleine Bilguer Walter de Gruyter & Co, Berlín, 1953
- Kurt Richter: Schach-Delikatessen. Walter de Gruyter & Co, Berlín, 1961
- Kurt Richter / Hans-Hilmar Staudte: Richtig und falsch - Praktische Endspielkunde 2.Auflage, Walter de Gruyter & Co, Berlín / New York, 1978
- Kurt Richter: Einfälle und Reinfälle 1. Auflage 2010. Joachim Beyer Verlag, Hollfeld, ISBN 978-3-88805-496-9
- Kurt Richter / Rudolf Teschner: Dr. Max Euwe - Eine Auswahl seiner besten Partien 2.Auflage Walter de Gruyter & Co, Berlín / New York, 1986
- Kurt Richter: 666 Kurzpartien
- Werner Golz / Paul Keres: Schönheit der Kombination. Sportverlag Berlín, 1972 (Buch über Kurt Richters Schachecke in der Zeitschrift Schach)